# Göte Wälitalo
Göte Wälitalo, född 18 juli 1956, är en svensk före detta professionell ishockeyspelare (målvakt).

## Egen hockeykarriär
Wälitalo spelade för IF Björklöven mellan 1980 och 1988. Dessförinnan spelade han sex säsonger med Kiruna AIF.
Han tog SM-guld med Björklöven 1987, tillsammans med andra storheter från den tiden som Roger "Bullen" Hägglund och bröderna Peter och Patrik Sundström.
Wälitalo gjorde 79 landskamper med Tre Kronor. Han fick bland annat silvermedalj vid Canada Cup 1984 och bronsmedalj vid OS samma år.

## Efter hockeykarriären
Efter den egna hockeykarriären har haft uppdrag som assisterande tränare och målvaktstränare i Björklöven. Säsongen 2004/2005 var han även målvaktstränare i Luleå Hockey.
Utöver det har han jobbat som arbetsmiljöstrateg för Televerket/Telia. Sedan 2005 är han anställd  som arbetsledare vid Umeå universitet.

## Familj
Göte Wälitalos son Daniel Wälitalo gick i sin fars fotspår och var också målvakt i Björklöven, medan dottern Lisa Wälitalo satsade på en friidrottskarriär och var tidigare gymnast.